# 女王陛下のピチカート・ファイヴ
『女王陛下のピチカート・ファイヴ –ON HER MAJESTY'S REQUEST–』（じょおうへいかのピチカート・ファイヴ オン・ハー・マジェスティーズ・リクエスト）は、1989年7月21日に発売されたピチカート・ファイヴ通算3作目のアルバム。

## 解説
“架空のスパイ映画のサウンドトラック”というコンセプトの下、メンバーがそれぞれ曲を持ち寄って制作された。小西によれば、ピチカートが加速を始めたのは『Bellissima!』のレコーディングが終わる最後の日に“このアルバムは失敗作だって思った時”だという。「あまりにも真面目すぎると思った、おふざけが足りないと思った。思い出してみたらピチカートって元々プラスチックスとかスクーターズに近いパーティ・バンドだったんだけど、何故こんなに深刻な作品主義に陥っちゃったんだろうっていうところからああいう作品が生まれた」と後にインタビューで答えていた。その表れとして、このアルバムからエディットという手法が積極的に取り入れられるようになり、エンディングをフェードアウトさせずに演奏が終わるまで収録したり、NGテイクをOKテイクとしたり。あるいは喋りをそのまま作品にするといった曲が登場するようになった。これは、小西が当時編集で参加していた『MEN'S BIGI MAGAZINE VISAGE』Vol.3 、Vol.4 からその感覚を学んだという。それについては「だって雑誌って枠で囲んじゃうと小さいコラムでもまわりの記事とは関係ないことを書いてもいいし、そのページをめくって1ページまるまる写真があってもいいし、その次からまた全然違う記事が始まってもいいし」「そういった面白さをレコーディングできないだろうかって考えた」と答えている。
このアルバムは彼らにとって、CDのみでのリリースを念頭において制作された最初のアルバムだったが、これについてはインタビュアーの「作り手はレコードからCDに変わったときにどう対応していいのかすごく迷ったのでは」との問いに「まさに僕もそう思った。昔からA面があってB面があるっていうドラマツルギーのある古典的な作りを当然だと思っていた人間だから、それを作っちゃいけないって言われた時にすごく困惑した」と答えている。
「衛星中継」は、当時ポータブル・ロックのメンバーだった野宮真貴の初レコーディング参加曲だが、そのきっかけについて野宮は、ポータブル・ロックのギターの鈴木智文と中原信雄が『女王陛下』のレコーディングに参加して、たまたま遊びに行った時に初対面の小西から、田島とデュエットする人を捜しているのでやってくれないかと言われた、という。また、野宮は、その曲は自分が今まで歌ってきたタイプに近かったし、自然に歌えた、なんか感性が近い人たちなのかなと思った、と答えている。
「夜をぶっとばせ」は小西からの要望で田島貴男自身がホーン・アレンジを手がけているが、これについて田島は「ホーン・アレンジして欲しいって言われたんだけど小西さんは“田島君なら絶対できる”としか言ってくれなくて、しょうがないからソウルの古いアルバムを色々聴いて七転八倒しながらようやくアレンジした」と語っている。この曲は次作『月面軟着陸』に新アレンジで再録され、その後オリジナル・ラヴのレパートリーとして『LOVE! LOVE! & LOVE!』にも収録された。
パッケージのデザインについて、信藤三雄は「透明トレーを使っているのはこれが世界初だと思う。透明トレーはこの頃からあったんですが、バックカバーを外して、こういう風にピクチャーレーベルが見えるという使い方だったんですよ。透明トレーを外して裏面に図版を入れるって言い出したのは小西君だったと思います」と答え、CDになるにあたってなにか心掛けたことがあるかとの問いには「例えば化粧品のパッケージのような、つまり商品パッケージとして有効なデザインを考えてた。だから文字を大きくするっていうのがまずあったし、バーコードを入れこんじゃうとかいうのもね」と後に語っている。モデルへのボディ・ペインティングは信藤自身が手がけているが「裸の上に描くわけだから、描くほうも照れちゃってね。事務所で描いて、そのまま車に乗せてスタジオに連れてって撮ったんだけど、もう字が消えててまた描いたりしてすごく大変だった」と語っている。
このアルバムは4曲入プロモアナログ盤も制作されている。

## 収録曲
1. オードリィ・ヘプバーンの休日  holiday for audrey h.  –  (1'28")
  - 曲 : 高浪慶太郎
  - trumpet by 数原晋
2. 〜イントロダクション “ジェイムズ・ボンドとヴェトナム”  introduction “J.B. et Vietnam”  –  (0'06")
3. 新ベリッシマ  Bellissima'90  –  (3'01")
  - 詞 ⁄ 曲 : 小西康陽
  - featuring by 花田裕之 on lead guitar
4. 恋のテレビジョン・エイジ  T.V.A.G.  –  (4'05")
  - 詞 ⁄ 曲 : 小西康陽
  - lead vocal by 田島貴男 + 高浪慶太郎
5. リップ・サーヴィス  Lip Service  –  (4'33")
  - 詞 : 田島貴男 + 小西康陽、曲 : 田島貴男
  - harmonica by 八木のぶ夫
6. - 「女王陛下のエロチカ大作戦」からの抜粋  except from the music for film “EROTICA Operation”
  - 〜a. ナイロビの女王陛下  the African Queen  –  (2'13")
  - 曲 : 小西康陽
  - ジェイク・H・コンセプション on tenor
7. 〜b. スパイ対スパイ  SPY vs SPY  –  (2'29")
  - 詞 : 田島貴男 + 小西康陽、曲 : 田島貴男
  - narations by 小西康陽
8. 〜c. スウェーデン娘  Swedish Girl  –  (1'48")
  - 詞 : 田島貴男 + 小西康陽、曲 : 田島貴男
  - orchestrations by 長谷川智樹
9. 〜d. 自白剤  I confess  –  (2'11")
  - 詞 ⁄ 曲 : 高浪慶太郎
  - featuring by 越美晴 on lead vocal
10. 〜e. 陽動作戦  Feint Operation  –  (2'44")
  - 曲 : 高浪慶太郎
  - featuring by 佐々木麻美子 on sexy voice
11. トップ・シークレット(最高機密)  Top Secrets  –  (4'46")
  - 詞 : 田島貴男 + 小西康陽、曲 : 田島貴男
  - 伊集加代子 + 大内美智子 on chorus
12. バナナの皮  Bananas  –  (3'37")
  - 詞 : 小西康陽、曲 : 高浪慶太郎
  - lead vocal by 高浪慶太郎
13. トップ40  Top 40  –  (1'19")
  - 詞 ⁄ 曲 : 田島貴男
  - 徳武弘文 on acoustic guitar
14. ホームシック・ブルース  Homesick Blues  –  (3'58")
  - 詞 ⁄ 曲 : 高浪慶太郎
  - featuring 徳武弘文 on fender guitar
  - Art Garfunkel by 田島貴男 and Paul Simon by 高浪慶太郎
15. 衛星中継  Satellite Hour  –  (4'56")
  - 詞 ⁄ 曲 : 小西康陽
  - lead vocals by 田島貴男 + 野宮真貴  sampling voice by 杉村純子
16. 遠い天国  You'll never get to heaven  –  (2'35")
  - 曲 : 高浪慶太郎
  - guitars by 村松邦男
17. 女王陛下よ永遠なれ  God Save the Queen  –  (3'52")
  - 詞 ⁄ 曲 : 小西康陽
  - vocal by 小西康陽
18. 夜をぶっとばせ  Let's spend the night together  –  (3'19")
  - 詞 : 小西康陽、曲 : 田島貴男
  - horn arrangements on 田島貴男
19. ゴーゴー女王陛下  Her Majesty au Go-Go  –  (4'26")
  - 曲 : 小西康陽
  - turntables by 小西康陽

## クレジット
| ● Produced by 小西康陽、高浪慶太郎、田島貴男、for The Greatest Hits ⁄ Directed by 河合マイケル ⁄ Executive Producer 石井俊雄 (CBS SONY) ⁄ Associate Producers 朝妻一郎 (Fuji Pacific) / 長門芳郎、麻田浩 (The Greatest Hits) ● Pizzicato Great Rock'n' Roll Circus : Drums 宮田繁男、市原康 ⁄ Electric Bass 渡辺等、沖山優司、中原信雄 ⁄ Keyboards 中山努、島健 ⁄ Guitars 鈴木智文、村松邦男、徳武弘文、花田裕之、田島貴男 ⁄ Fretless Guitar & Acoustic Bass 渡辺等 ⁄ Percussions 河合マイケル、ひらがくらよしえ、鳴島英治 ⁄ Vibraphone, Xylophone, Glocken and Timpani 金山功 ⁄ Accordion 丸尾めぐみ ⁄ Harmonica 八木のぶお ⁄ Trumpet and Flugel Horn 数原晋 ⁄ Tenor sax, Flute and Picolo ジェイク・H・コンセプション ⁄ Trombone 西山健治 ⁄ French Horn 山田栄重、山岸博 ⁄ Strings 前田ストリングス ⁄ Orchestration and Conducting 長谷川智樹 ⁄ Harp 山川惠子 ⁄ Chorus 越美晴、野宮真貴、伊集加代子、大内美貴子 ⁄ Manipuration 福田竜太、山崎哲雄、坂元俊介、井上大介 ⁄ Voice 杉村純子、佐々木麻美子、馬場美智子、高村宏、森岡サーヤ ● Mixed by 吉田保、森岡徹也、田中信一 ⁄ Recording Engineers 森岡徹也、加藤博美 (CBS SONY) ⁄ Assistant Engineers 三好信二 (MIT)、中井賢二 (サウンド アトリエ)、梶善則 (L.D.K)、平木秀則 (テイク ワン)、金沢淳 (ビクタースタジオ) ⁄ Digital Mastering Engineer 笠井鉄平 (CBS SONY) ● Art Direction 信藤三雄 ⁄ Designers 鈴木直之、手塚久美子 (Contemporary Production) ⁄ Photographer 井出貴久 ⁄ Hair Makeup 古久保英人 ● Management : 森靖貴 (有)グレイテスト・ヒッツ ⁄ Promotional Staff 御領博、田中延尚 (CBS SONY) ● Thanks to 井出靖 for Disks、中野達仁 for Chanel and Rolex、関口太 for Ice Cream、山本和夫 for Interview、岡本仁 for Title、鈴木惣一郎 for 12 Strings Guitar、山名昇 for Andrew Oldham / ● Special Thanks to Her Majesty サーヤ and prince Michael |

## SRCL 3375 (BY HER MAJESTY'S REQUEST)

### 解説
1995年11月1日、ソニー時代のカタログ全4タイトルが最新リマスタリング音源によりリイシュー。それに際し、再発時にサブタイトルが“ON HER MAJESTY'S REQUEST”から“BY HER MAJESTY'S REQUEST”に変更された他、2曲がカットされ、収録時間の表記も“57 minutes”から“51 minutes”になった。初回盤は三方背BOX仕様。<トップ・シークレット>はエンディングが10秒長くなった。2004年には、ピチカート・ファイヴ解散3周年を記念して品番を改め再発売された。

### 収録曲
1. オードリィ・ヘプバーンの休日  holiday for audrey h.  –  (1'29")
2. 〜イントロダクション “ジェイムズ・ボンドとヴェトナム”  introduction “J.B. et Vietnam”  –  (0'06")
3. 新ベリッシマ  Bellissima'90  –  (3'01")
4. 恋のテレビジョン・エイジ  T.V.A.G.  –  (4'05")
5. リップ・サーヴィス  Lip Service  –  (4'33")
6. - 「女王陛下のエロチカ大作戦」からの抜粋  except from the music for film “EROTICA Operation”
  - 〜a. スパイ対スパイ  SPY vs SPY  –  (2'28")
7. 〜b. スウェーデン娘  Swedish Girl  –  (1'47")
8. 〜c. 自白剤  I confess  –  (2'11")
9. 〜d. 陽動作戦  Feint Operation  –  (2'42")
10. トップ・シークレット(最高機密)  Top Secrets  –  (4'56")
11. バナナの皮  Bananas  –  (3'35")
12. トップ40  Top 40  –  (1'18")
13. ホームシック・ブルース  Homesick Blues  –  (3'56")
14. 衛星中継  Satellite Hour  –  (4'53")
15. 遠い天国  You'll never get to heaven  –  (2'34")
16. 女王陛下よ永遠なれ  God Save the Queen  –  (3'49")
17. 夜をぶっとばせ  Let's spend the night together  –  (3'20")

### クレジット
| ON THIS EDITION ● Producer 河合マイケル (Sony Records) ⁄ Executive Producer 渡辺純一 (Sony Records) ⁄ Associate Producer 寺川智紀 (Fuji Pacific) ⁄ A&R 井上敦史 (Sony Records) ● Art Director 信藤三雄 (C.T.P.P.) ⁄ Designer 北山雅和 (C.T.P.P.) |
| ● Production Co-ordinator 三木孝浩 (SMC)、大熊和恵 (SMC) ⁄ Promotion Staff 宇田明則 (Sony Records) ● Remastered by BOBBY HATA (DISC LAB) |

## PROMO 12" (XDAH93062)

### SIDE A
1. 夜をぶっとばせ (Let's spend the night together)

### SIDE B
1. 恋のテレビジョン・エイジ (T.V.A.G.)
2. バナナの皮 (Bananas)
3. 新ベリッシマ (Bellissima'90)

## リリース履歴
| # | 発売日        | リリース                                      | 規格               | 品番      | 備考 |
| - | ------------- | --------------------------------------------- | ------------------ | --------- | --- |
| 1 | 1989年7月21日 | CBS/SONY                                      | CD                 | 32DH 5279 | - 『女王陛下のピチカート・ファイヴ ON HER MAJESTY'S REQUEST』 - 全19曲、帯の代わりにステッカーが貼られる。 |
| 2 | 1995年11月1日 | Sony Records                                  | CD                 | SRCL 3375 | - 『女王陛下のピチカート・ファイヴ BY HER MAJESTY'S REQUEST』 - 全17曲。リマスタリング&ニュー・エディションによる再発。サブタイトルが“BY HER MAJESTY'S REQUEST”に変更された。初回は三方背BOX仕様。                                                                                 |
| 3 | 2004年4月28日 | GT music ⁄ Sony Music Direct (JAPAN) Inc.     | CD                 | MHCL 365  | - 『女王陛下のピチカート・ファイヴ BY HER MAJESTY'S REQUEST』 - 品番改定によるソニー版の再発、全17曲。 |
| 4 | 2018年5月16日 | GREAT TRACKS / Sony Music Direct (JAPAN) Inc. | 7"シングルレコード | MHKL 12   | - 「女王陛下のピチカート・ファイヴep ON HER MAJESTY'S REQUEST ep」 - アルバムから選ばれた3曲を収録したアナログ盤。ジャケットはオリジナル盤リリース時に作成されたプロモーション用アナログ盤のジャケットをリサイズし、小西康陽によるアレンジを加えたゲイトフォールドジャケット仕様。 |
| 5 | 2018年7月13日 | GREAT TRACKS / Sony Music Direct (JAPAN) Inc. | LP                 | MHKL 42   | - 『女王陛下のピチカート・ファイヴ -Analog Edition-』 - 小西がマスタリングを監修した音源をもとに、バーニー・グランドマンがカッティングを施し、ソニーDADCジャパンでのプレスによる完全生産限定盤。またアルバム・ジャケットは、信藤三雄監修による新デザインに変更。                   |

## カバー
スパイ対スパイ (SPY vs SPY)
| アーティスト | 収録作品（初出のみ） | 発売日        | 規格       | 品番                                                       |
| ------------ | -------------------- | ------------- | ---------- | ---------------------------------------------------------- |
| パスピエ     | 裏の裏               | 2015年7月29日 | - 2CD - CD | - WPCL-12213 ＜完全初回生産限定盤＞ - WPCL-12177＜通常盤＞ |